# Mount Morris (Wisconsin)
Mount Morris – miasto w Stanach Zjednoczonych, w stanie Wisconsin, w hrabstwie Waushara.